# Megachile ustulata
Megachile ustulata är en biart som beskrevs av Smith 1862. Megachile ustulata ingår i släktet tapetserarbin, och familjen buksamlarbin. Inga underarter finns listade i Catalogue of Life.